# Бруно Крајски
Бруно Крајски (* 11. јануар 1911 — 29. јул 1990) је био аустријски политичар и члан Социјалдемократске партије Аустрије (SPÖ). Био је канцелар Аустрије од 1970. до 1983. и са 72 године најстарији је човек на тој функцији после Карла Ренера. Такође је и најдуже у историји био на месту канцелара Аустрије. Први је канцелар Аустрије јеврејског порекла., иако је себе сматрао агностиком Добио је бројна признања и награде. Био је један од најпопулранијих и најзначајнијих политичара социјалистичког покрета и сматра се великим аустријским државником.

## Биографија

### Младост и студије (1911–1937)
Крајски је рођен у Бечу као други најјстарији син добростојеће, асимиловане јеврејске обућарске породице која је живела у бечком округу Маргаретен. Његов отац је Макс Крајски (1876—1944) који је био генерални менаџер аустријске текстилне фирме и цензор Народне банке Аустрије. После егзила (1942) био је лидер фабрике текстила у Шведској. Мајка му је била Ирена Крајски, рођена Феликс (1884—1969). Оба родитеља су била јеврејског порекла.
Прво искуство са политиком је имао већ 7. новембра 1924. када је учествовао у школским протестима због самоубиства једног ђака. Са 15 година се учланио у омладиснку организацију Социјалдемократске радничке партије пошто је видео незадовољство радничке класе. Са том одлуком се његова породица није слагала. Чланови организације су се такође противили чланству Крајског због неповерења које су имали према њему због тога што је долазио из богате, високоласне породице. И поред тога, Крајски је 1927. изабран за председника омладинске организације. Док је вршио ту дужност Крајски је матурирао из средње школе у бечком округу Ландштрасе, а после тога је студирао на универзитету у Бечу. Имао је жељу да студира медицину, али је на наговор Ото Бауера уписао студије права, јер су социјалдемократској странци недостајали добри адвокати. Крајски је временом постао веома посвећен овом положају и 1933. постаје председавајући образованог и културног рада омладинске организације.
Када је у марту 1933. Енгелберт Долфус извео државни удар и спровео аустрофашистичку диктатуру чиме су све политичке партије, осим Долфусовог Отаџбинског фронта, биле забрањене, међу којима је била и Крајскова Социјалдемократска радничка партија. Такође су биле забрањене и све социјалдемократске друштвене организације, синдикати и радничке новине. Када је у фебруару 1934. избио аустријски грађански рат Крајски се придружио подземном политичком раду, где је заједно са Францом Олахом и Робертом Фелајсом основао Револуционарну социјалистичку омладину 18. фебруара 1934. Крајски је током 1934. више пута путовао у Брно користећи лажна имена да би се састајао са Ото Бауером и одржавао конференције. Ухапшен је током прве све-аустријске конференције у Брну 30. јануара 1935. Био је осуђен 1936. после Социјалистичког процеса на годину дана затвора због велеиздаје. Био је помилован и пуштен у јуну 1936, али је изгубио могућност да се школује и запосли у Аустрији, али је успео да нађе посао у фабрици у Хермагору. 14. марта 1938, два дана након Аншлуса, успео је да заврши студије и докторира у Бечу док су нацисти славили спајање Аустрије са Трећим рајхом. Следећег дана поново је ухапшен и затворен.

### Егзил (1938—1945)
У затвору је био до августа 1938. када му је понуђена слобода под условом да напусти Аустрију. Прво је хтео да добије визу за Боливију, али је на позив тадашњег лидера шведских младих социјалиста и каснијег министра спољних послова Торстен Нилсона отишао у Шведску. Крајем септембра је отишао у Шведску где су му се родитељи већ налазили. Више од 20 Крајскових рођака је завршило у концентрационим логорима. Радио је као секретар потрошачке задруге у Стокхолму, а писао је и за разне новине. 1940. је на једном конгресу срео и упознао Вилија Бранта, будућег дугогодишњег пријатеља и канцелара Западне Немачке. 1942. се оженио са Вером Фирт(1916—1988) са којом је 1944. добио сина Петера, а 1948. ћерку Сузану. Крајски је током свог боравка у егзилу постао председник клуба аустријских социјалиста у Шведској који су се залагали за независну Аустрију и радио је на концептима за Аустрију после Другог светског рата. У мају 1946. се вратио у Аустрију.

### Послератни период (1946—1969)
У првим послератним годинама се вратио у Шведску где је радио као дипломата. 2. јануара 1951. се вратио у Беч и постао административни званичник у одељењу за спољне послове у кабинету канцелара (данашње министарство спољних послова). Исте године га тадашњи председник Аустрије Теодор Кернер именовао за политичког саветника и био је заменик директора његовог кабинета. 1953. је постављен за помоћног секретара у министарству спољених послова и започео је своју активност у Социјалдемократској партији (SPÖ). На овој позицији је био и 15. маја 1955. када је био члан делегације која је потписала Аустријски државни уговор. После парламентарних избора 1956. изабран је као посланик у парламенту Аустрије. Изабран је и за извршног члана партије заједно са Бруном Питерманом, Феликсом Славиком и Францом Олахом и тако постао део централног руководственог органа странке. После избора 1959. постао је министар спољних послова док је канцелар био Јулијус Раб. На овој функцији је учествовао у оснивању -е, покушавао је да реши проблем Јужног Тирола, а предложио је и Маршалов план за земље трећег света. 1964. је поново отворио Дипломатску академију у Бечу . За првог директора академије је изабрао аустријско-америчког историчара и политичког научника Ернст Флориан Винтера. Када је на парламентарним изборима 1962, Аустријска народна странка освојила више мандата и гласова од SPÖ-а покушали су да избаце Крајског са места министра, али нису успели у томе Када је на изборима 1966. Народна странка Аустрије освојила апсолутну већину нови министар спољних послова је постао Лујо Тончић-Сорињ и тако је после 7 година Крајски напутио тај положај.

### Савезни канцелар (1970—1983)
На партијском конгресу SPÖ-а 1. фебруара 1967, Крајски је изабран за председника странке и наследника Бруно Питермана. Крајски је водио странку до неочекиване победе на парламентарним изборима 1970. када је SPÖ први пут у историји освојио више гласова и мандата од Народне странке. Један од разлога за ту победу је било и што је Крајски дистанцирао Социјалисте од идеологије класне борбе у правцу друштвених реформи према Скандинавском моделу. Такође је и позиционирао SPÖ као духовну, левичарску, либералну партију која се добро разумела у економска питања. Уз то је Крајски имао и бољи контакт са медијима од свог претходника на месту канцелара из ÖVP-а Јозефа Клауса, чија влада је имала „одређени свештенички дах" Крајски је оформио мањинску владу са Слободарском партијом обећавши изборне реформе и по први пут је постао савезни канцелар. После 18 месеци Крајски је заказао нове изборе за 10. октобар 1971. SPÖ је успела да освоји апсолутну већину гласова, а тај подвиг је поновила и на изборима 1975. и 1979. када је слоган странке био „Крајски-Ко други?"

#### Политичке реформе и програми
Крајски је као канцелар покренуо низ дугорочних реформи друштвеног и правосудног система, као и демократизацију школства. Заједно са својим дугогодишњим пријатељем Криситјаном Бродом извршио је и реформу породичног и кривичног права. Абортус је званично дозвољен, а хомосексуалност легализована. Социјална достигнућа су проширена, недељно радно време је смањено на 40 сати. Закони једанких права за жене су донесени. Крајски је, такође, спровео и либерално кулутрно разумевање и с тим је међу интелектуалцима и уметницима добио велику подршку. Крајскијева влада је успоставила и језичка права за словеначке и хрватске националне мањине у земљи.
Заједно са кардиналом Франц Кенигом успео је да премости препреке које су се појављивале између SPÖ-а и римокатоличке цркве у Аустрији још из доба Прве републике. Крајски је такође обећао и смањење војне обавезе са девет на шест месеци (Иако је касније успео да је смањи на само на осам) што му је донело више гласова међу младима пред изборе 1970. када је старосна граница за гласање смањена са 20 на 19 година .
После нафтне кризе 1973. Крајски се залагао за употребу нуклеарне енергије у Аустрији, како би се смањила зависност од нафте. Прва нуклеарна електрана у Аустрији се почела правити још пре нафтне кризе, 22. марта 1971. у селу Центендорф и била је прва од 3 планиране електране које је требало да се изградити у Аустрији. Међутим, у референдуму, који је одржан 5. новембра 1978, у коме су грађани гласали да ли су за употребу нуклеарне енергије, 50,47% је било против те идеје. Ово је довело до промене закона у коме се каже да се ниједна нуклеарна електрана неће изградити на територији Аустрије уколико грађани плебисцитом не одлуче другачије
Крајски је одиграо истакнуту улогу у међународним пословима, промовишућу Северно-јужни дијалог и радећи са истомишћеницима као што су Вили Брант и Улоф Палме да промовише мир и развој. Иако је државни споразум који је потписан 1955. бранио Аустрији приступање Европској унији, он је снажно подржавао европске интеграције. Аустрија се поставила као мост између источног и западног блока, а Беч је више пуа био место за неке ране рунде преговора о ограничењу стратешког наоружања између САД и Совјетског Савеза.
Крајски је такође започео и иницијативу за решење проблема на Блиском истоку. Противио се ционизму као решење за проблеме са којима се суочава јеврејски народ. Неговао је пријатељске односе са Арапским лидерима као што су Анвар ел Садат и Моамер ел Гадафи, а 1980. Аустрија је остварила односе са Палестинском ослободилачком организацијом. Покушао је да искористи своју позицију Европског Јеврејског социјалисте да делује као посредник између Израела и Арапа. Имао је буран однос са израелском премијерком Голдом Меиром. Једном је за себе рекао да је „једини политичар у Европи којег Голда Меир не може да уцени“.
У својим каснијим годинама Красјки је покушавао да помогне совјетским дисидентима. 1983. Крајски је послао писмо совјетском премијеру Јурију Андропову у коме се захтева да се ослободи дисидент Јуриј Орлов, али Андропов није одговрио на Крајскијево писмо.
Када на парламентарним изборима 1983. SPÖ није успела да освоји већину, Крајски је одбио да буде на челу владе у коалицији са Аустријском народном странком. SPÖ му је доделио место почасног председника странке. За свог наследника је именовао Фреда Синовца.

#### Критике и афере
Током обављања дужности савезног канцелара, Крајски је био више пута критикован и повезиван са неколико афера због неких одлука које је доносио у овом периоду, али његова популарност међу становништвом је увек била велика.
Више пута му је замерано што се често удаљавао од својих јеврејских корена и што је имао опраштајући приступ према бившим члановима нацистиче партије и савременим десничарским аустријским политичарима. Крајски је, на пример, похвалио десничарског, популистичког политичара и члана Слободарске партије Аустрије Јерга Хајдера, за кога је рекао да је „политички талент којег вреди посматрати". Када је Симон Визентал изјавио да четири члана Крајскијевог кабинета из 1970. има нацистичку прошлост, Крајски их није избацио из владе и супротставио се Визенталу. Овај инцидент је озанчио почетак оштрог сукоба које је трајао до Крајскове смрти 1990. и који је у историји познат као Афера Крајски-Петер-Визентал.
Дана 28. септембра 1973. два арапска терориста киднаповала совјетске јевреје у Марчегу који су ишли у замак Шенау у Доњој Аустрији. Замак Шенау је од 1965-1973 служио као транзитни логор који су користили совјетски јевреји који су емигрирали из СССР-a у Израел. Палестинци су покушавали да спрече те емигранте да дођу до Израела, јер су јачали израелске снаге у региону. Терористи су са четири таоца тражили авион који ће их одвести у арапске земље, али је Крајски то забранио. После неколико сати преговора договорено је да се таоци пусте, а у замену Крајски је затворио замак Шенау и забранио долазак и останак совјестких јевреја у Аустрију После ове одлуке Крајски је био под великим ударом иностарних медија и државника, поготово од стране САД и Израела. Премијерка Израела Голда Меир је отпутовала у Беч после само три дана и захтевала је 2. октобра 1973. укидање баријере замку Шенау. Крајски је одбио овај захтев са аргументом да је замак Шенау и пре био под утицајем претњи. Меир је после овог састанка изјавила да је Крајски није понудио ни са чашом воде док је била код њега на састанку. Иако замак Шенау више није коришћен као транзитни камп, Крајски је касније поново дозволио пролазак емиграната кроз Аустрију са јачим обезбеђењем.
AKH-скандал је био највећи грађевински скандал до данас у Аустрији. Позадина скандала је била у великим трошковима и у миту који су повезани са изградњом нове Опште болнице у Бечу (AKH). Крајскијеви политички противници су га оптуживали да је умешан у незаконите послове приликом финансирања изградње. Овај скандал је био и један од разлога што Социјалдемократска партија Аустрије на парламентарним изборима 1983. није успела да освоји већину, први пут након избора 1971.
Крајском се такође замера што је, упрскос масовном протесту становништва и прикупљању потписа против градње, наставио са изградњом конференцијског центра у Бечу. Жељу становника да се центар не игради је представљала Аустријска народна странка које је прикупљала потписе против овог пројекта.

### Последње године живота (1984—1990)
Дана 24. априла 1984. Крајски је био подвгнут трансплантацији бубрега на медицинском универзитету у Хановеру. 1987. се повукао са места почасног председника Социјалдемократске странке, као и са осталих јавних функција. Разлози за ово су били велика мимоилажења у мишљенима између њега и тадашњих партијских лидера, а посебно због тога што је као договор у новооснованој великој коалицији место министра спољних послова понуђено Аустријској народној странци. Међутим, овај несклад је трајао већ дуже време, јер је Синовац заменио министра финансија Херберта Салхера, којег је Крајски подржавао, са Францом Враницким. 1989. је завршио активности са Социјалистичком интернационалом, где је био председавајући од 1976.
Дана 29. јула 1990. Крајски је умро у 79. години живота. Сахрањен је уз велико сажаљење аустријских и страних државника на Средишњем бечком гробљу.

## Признања и награде
- 1961 - Медаља за борбу против смртне озбиљности
- 1975 - Награда слободе од Међународног комитета спаса
- 1976 - Почасни грађанин града Беча
- 1980 - Орден Карла Валентина
- 1981 - Крајски је, заједно са Константиносом Караманлисом, проглашен за политичара године од стране жирија у Паризу којег чине политичари, уметници и научници.
- 1983 - Нехруова награда за међународно разумевање међу народима
- 1988 - Златни почасни докторат на универзитету у Бечу
- 1989 - Мировна награда од стране фондације Мартин Лутер Кинга
- 1989 - КФ Хансон Медаља